# Chile na Letnich Igrzyskach Olimpijskich 1912
Chile na Letnich Igrzyskach Olimpijskich 1912, reprezentowane było przez 14 sportowców (tylko mężczyzn). Był to 2. start reprezentacji w historii letnich olimpiad.

## Reprezentanci

### Lekkoatletyka
Mężczyźni
- Pablo Eitel
  - bieg na 100 m – nie ukończył
  - bieg na 200 m - odpadł w eliminacjach
  - bieg na 110 m przez płotki - odpadł w eliminacjach

- Leopoldo Palma
  - bieg na 800 m – nie ukończył

- Federico Mueller
  - bieg na 800 m – nie ukończył

- Alfonso Sánchez
  - bieg na 5000 m – nie ukończył
  - bieg na 10000 m - odpadł w eliminacjach

- Rolando Salinas
  - chód na 10 km – odpadł w eliminacjach

- Rodolfo Hammersley
  - skoki wzwyż – nie został sklasyfikowany
  - skok wzwyż z miejsca - nie został sklasyfikowany

### Kolarstwo
Mężczyźni
- Alberto Downey
  - wyścig indywidualny ze startu wspólnego – 42. miejsce

- Cárlos Koller
  - wyścig indywidualny ze startu wspólnego – 58. miejsce

- Arturo Friedemann
  - wyścig indywidualny ze startu wspólnego – 69. miejsce

- José Torres
  - wyścig indywidualny ze startu wspólnego – 74. miejsce

- Alberto Downey, Cárlos Koller, Arturo Friedemann, José Torres
  - wyścig drużynowy ze startu wspólnego – 9. miejsce

### Jeździectwo
Mężczyźni
- Enrique Deichler
  - skoki przez przeszkody indywidualnie – 16. miejsce

- Elias Yáñez
  - skoki przez przeszkody indywidualnie – 25. miejsce

### Strzelectwo
Mężczyźni
- Harald Ekwall
  - pistolet dowolny 50 m – 23. miejsce
  - pistolet szybkostrzelny - 25 m – 38. miejsce
  - karabin wojskowy 300 m z trzech pozycji – 43. miejsce
  - karabin dowolny 600 m – 67. miejsce

- Félix Alegría
  - pistolet dowolny 50 m - 38. miejsce
  - pistolet szybkostrzelny - 25 m – 25. miejsce
  - karabin wojskowy 300 m z trzech pozycji – 48. miejsce
  - karabin dowolny 600 m – 72. miejsce